# Улица Иоанна Кронштадтского
Улица Иоанна Кронштадтского — короткая, около 400 метров, улица в историческом центре Архангельска (Ломоносовский округ). Проходит от Набережной Северной Двины до Проспекта Ломоносова.

## История

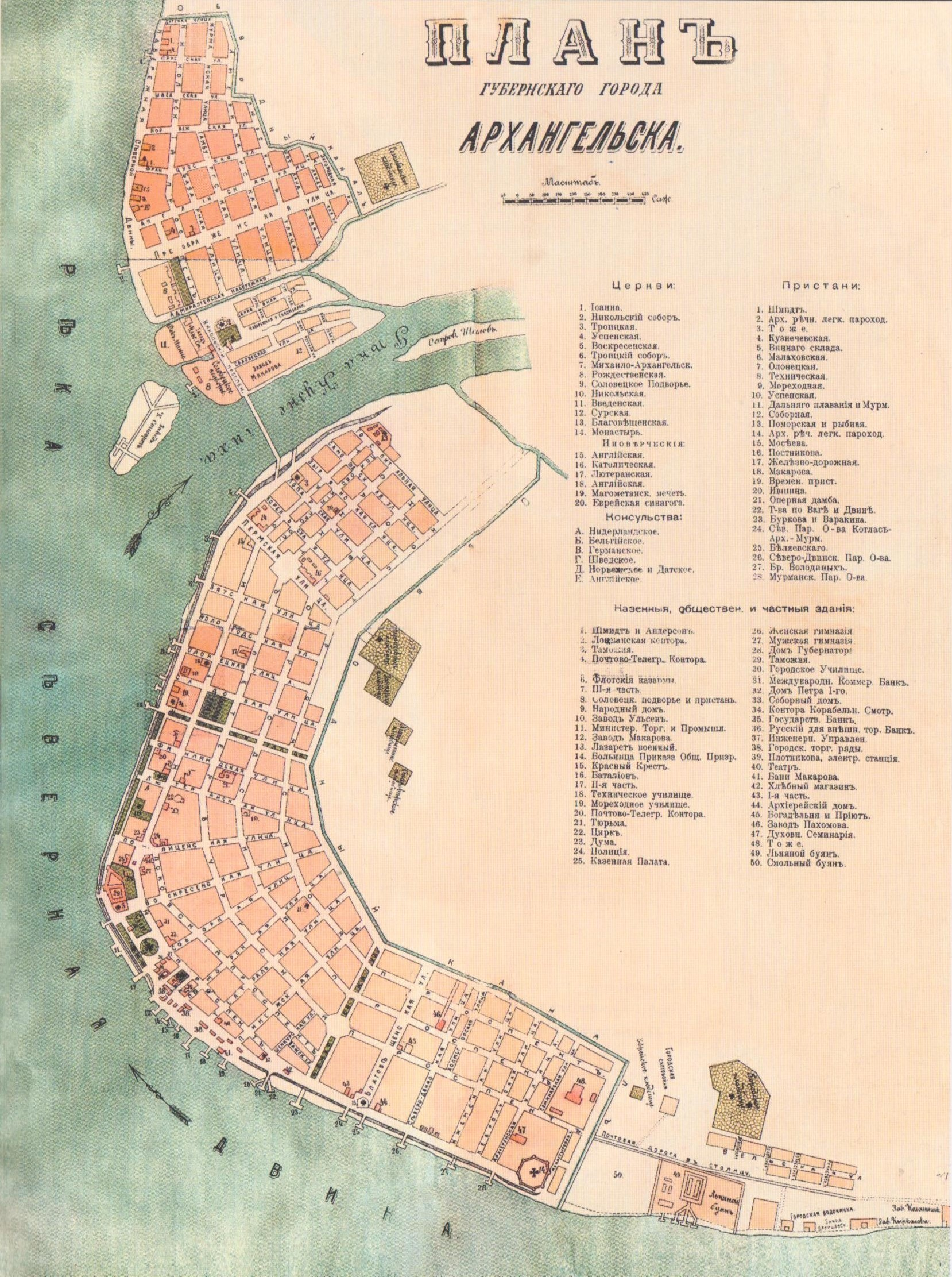
Карта Архангельска 1890 года

В прошлом улица неоднократно меняла названия.
В конце XVIII века на перекрёстке улицы с набережной располагалось каменное здание оперного театра, занятое в 1799 году под запасной общественный хлебный магазин, отчего улица была Театральной и Хлебной. В начале XX века — Шенкурская. После установления советской власти носила имя секретаря Архангельского совета профсоюзов А. П. Диатоловича
С 1952 года — «Правды», по названию центрального печатного органа КПСС.
Современное название, в честь святого праведного русской православной церкви Иоанна Кронштадтского (1829—1908/1909), улица носит с 1 марта 2005 года. Обращение к городским властям переименовать одну из архангельских улиц в честь святого участники II Иоанновских образовательных чтений в Архангельске принимали ещё в 1996 году. Уроженец села Сура Пинежского уезда Архангельской губернии Иоанн в 1851 году с отличием окончил Архангельскую духовную семинарию. Он был основателем Иоанно-Богословского Сурского женского монастыря, бывшее подворье которого находится в начале улицы (здание подворья было заложено самим Иоанном в 1906 году).
Архитектурные достопримечательности на улице реставрируются.

## Достопримечательности

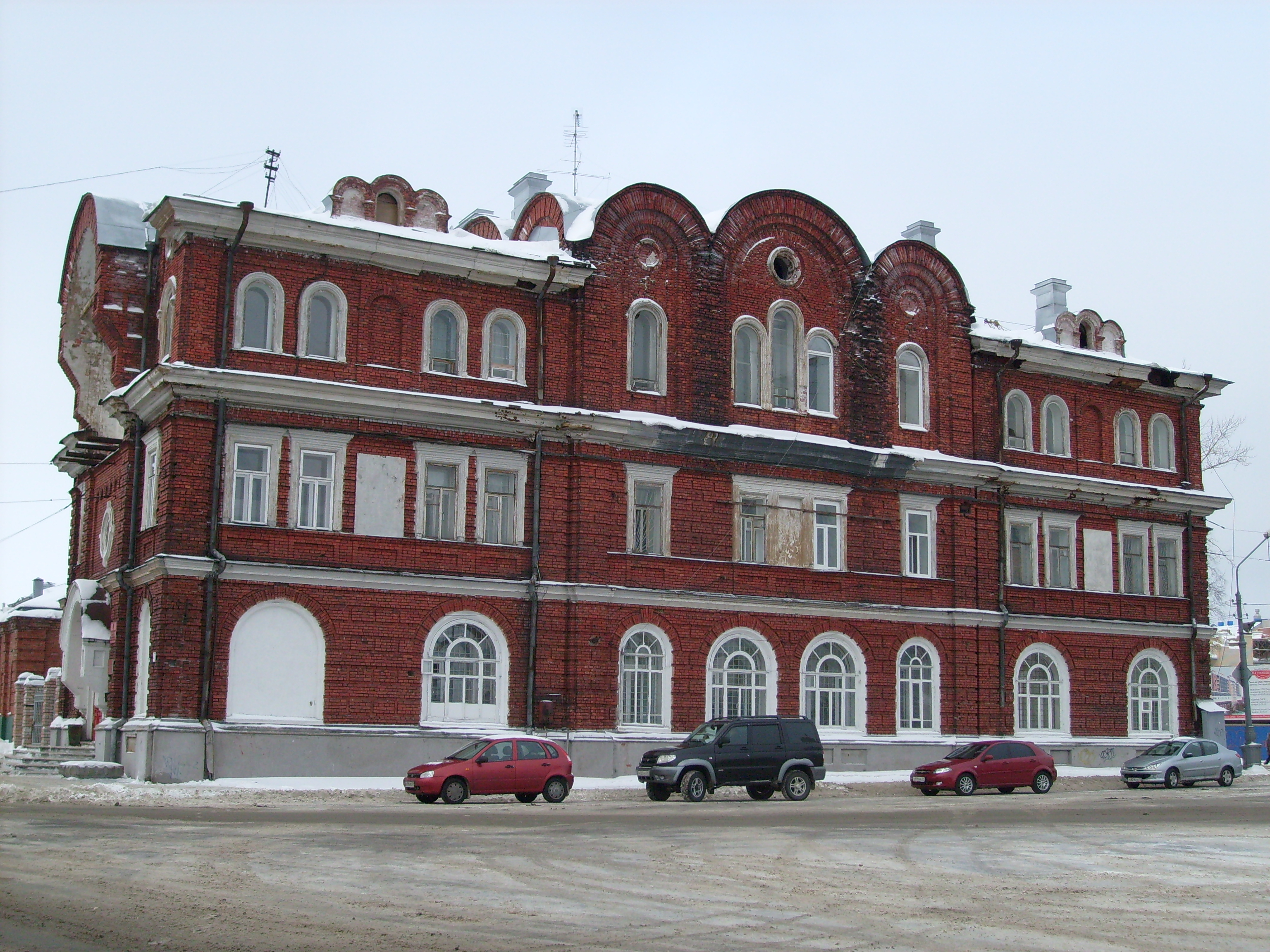
Бывшее подворье Сурского Иоанно-Богословского монастыря
д. 7 — Дом И. В. Киселева
д. 15 — Дом купца Ф. Фазулина